# Eugenia
Genre
Classification phylogénétique
Synonymes
Eugenia est un genre de plantes à fleurs de la famille des Myrtaceae, formé d'arbustes ou de petits arbres des régions tropicales. Très proche du genre Syzygium, il comprend de nombreuses espèces dont certaines à fruits comestibles.
En Nouvelle-Calédonie, ce genre compte 35 espèces, toutes endémiques.

## Liste d'espèces
- Eugenia aggregata (Vell.) Kiaersk.
- Eugenia ancorifera Amshoff
- Eugenia apiculata DC.
- Eugenia axillaris (Sw.) Willd.
- Eugenia bellonis Krug et Urban
- Eugenia biflora (L.) DC.
- Eugenia bojeri Baker - dont il ne reste plus que 6 individus en 2009
- Eugenia boqueronensis Britt.
- Eugenia borinquensis Britt.
- Eugenia brasiliensis Lam. - cerisier du Brésil
- Eugenia buchholzii Engl.
- Eugenia bullata Pancher ex Guillaumin
- Eugenia buxifolia Lam. - bois de nèfles à petites feuilles
- Eugenia cacuminis Alain
- Eugenia carolinensis Koiaz.
- Eugenia confusa DC.
- Eugenia cordata (Sw.) DC.
- Eugenia cordzalensis Britton
- Eugenia corozalensis Britt.
- Eugenia dodoana Engl. & Brehm.
- Eugenia domingensis Berg
- Eugenia domingensiss Berg
- Eugenia dusenii
- Eugenia earhartii Acev.-Rodr.
- Eugenia eggersii Kiaersk.
- Eugenia eucalyptoides F. Muell.
- Eugenia foetida Pers.
- Eugenia gilgii Engl. & Brehmer
- Eugenia glabrata (Sw.) DC.
- Eugenia gryposperma Krug & Urb. ex Urb.
- Eugenia haematocarpa Alain
- Eugenia hastilis J. Guého & A.J. Scott - Boie de sagaie (île Maurice)
- Eugenia jamboscensis L.
- Eugenia kalbreyeri Engl. & Brehmer
- Eugenia kameruniana Engl.
- Eugenia koolauensis O. Deg.
- Eugenia laevis Berg
- Eugenia ledermannii Engl. & Brehmer
- Eugenia ligustrina (Sw.) Willd.
- Eugenia margarettae Alain
- Eugenia monticola (Sw.) DC.
- Eugenia padronii Alain
- Eugenia poliensis Aubrév. & Pellegr.
- Eugenia procera (Sw.) Poir.
- Eugenia pseudopsidium Jacq.
- Eugenia reinwardtiana (Blume) DC.
- Eugenia rhombea Krug et Urban
- Eugenia samarangense Berg.
- Eugenia samoense Burkill
- Eugenia serrasuela Krug et Urban
- Eugenia sessiliflora Vahl
- Eugenia stahlii (Kiaersk.) Krug et Urban
- Eugenia stelechanthoides Kanehira
- Eugenia stewardsonii Britt.
- Eugenia underwoodii Britt.
- Eugenia uniflora L. - cerisier de Cayenne
- Eugenia vaughanii J. Guého & A.J. Scott (île Maurice)
- Eugenia woodburyana Alain
- Eugenia xerophytica Britt.